# Rui Peres de Villalobos
Rui Peres de Villalobos (ca. 1166-depois de 1212) foi um nobre do Reino de Castela e senhor de Villalobos.
Governou as tenências de Mayorga, Villalpando, Toro, Zamora, e  durante o reinado de Afonso IX de Leão, de quem foi  alféres, foi tenente das Torres de Leão. Participou na Batalha das Navas de Tolosa em 1212.

## Relações familiares
Foi filho de Pedro Arias e de Constanza Osorio (m. depois de 1180), filha do conde Osorio Martins e de Teresa Fernandes, senhora de Villalobos.
Casou cerca de 1191 com Teresa Froilaz (morta antes de Dezembro de 1208).  Em 1208, Rui Peres fez uma doação ao Mosteiro de Santa Maria de Carbajal para a alma de sua difunta esposa dos bems que herdou de sua tia Jimena Osorio.